# 阿拉亚·A·亥盖特
阿拉亚·A·亥盖特（1981年6月28日—），全名为阿拉亚·爱尔柏塔·亥盖特，昵称春蒲、香波，是泰国女演员、模特兼商人。代表作有《爱火》、《疯狂的婚姻》、《金橘花》、《明媒正娶的妻子》、《两个我都爱》等。拥有英国人、泰族人及寮族人血统的她是亚欧混血。